# Bernhard Rust
Bernhard Rust (30 de septiembre de 1883 - 8 de mayo de 1945) fue un político alemán, miembro del Partido nazi. Fue Ministro de Ciencia, Educación y Cultura —Reichserziehungsminister— durante del Tercer Reich

## Biografía
Nacido en Hannover, se doctoró en filología germánica y en filosofía. Tras aprobar los exámanes estatales de docencia, en 1908, empezó a trabajar como profesor de enseñanza secundaria en el Ratsgymnasium de Hannover. Llegó a participar en la Primera Guerra Mundial, donde alcanzó el rango de teniente. Fue condecorado con la Cruz de Hierro por su valentía.
Rust propuso en 1944 un reforma de la ortografía alemana o «Reforma Rust», que proponía entre otras cosas la eliminación de los símbolos de alargamiento, la separación de las formas verbales o que los sustantivos comunes fueran escritos en minúsculas. Las propuestas quedaron bloqueadas tanto por el desinterés de Hitler —que no consideró la reforma como algo prioritario para la guerra— como por la oposición interna que Rust encontró entre algunos funcionarios del ministerio de educación. Sin embargo, muchos de los cambios propuestos fueron finalmente implementados en la Reforma ortográfica alemana de 1996.
Rust se suicidó el 8 de mayo de 1945, cuando Alemania se rindió a los aliados.